# Α-糠偶酰
α-糠偶酰（英語：α-Furil），或译为α-联呋喃甲酰，也称作2,2'-联呋喃甲酰（英語：2,2'-furil）是一种呋喃类杂环有机物，分子式C10H6O4，摩尔质量为190.15 g/mol。